# Lepista fibrosissima
Lepista fibrosissima är en svampart som beskrevs av Singer 1954. Lepista fibrosissima ingår i släktet Lepista och familjen Tricholomataceae.   Inga underarter finns listade i Catalogue of Life.